# ناحیه آرلینگتون، میشیگان
ناحیه آرلینگتون (به انگلیسی: Arlington Township) یک منطقهٔ مسکونی در ایالات متحده آمریکا است که در شهرستان ون بیورن، میشیگان واقع شده‌است.
 ناحیه آرلینگتون ۹۰٫۶ کیلومتر مربع مساحت و ۲,۰۷۳ نفر جمعیت دارد و ۲۱۹ متر بالاتر از سطح دریا واقع شده‌است.